# 渡辺亮 (パーカッショニスト)
渡辺 亮（わたなべ りょう、1958年 - ）は、日本のパーカッショニスト、画家。東京学芸大学非常勤講師。

## 略歴
神戸市生まれ。武蔵野美術大学卒業。同大学在学中に音楽活動を開始。ブラジルの格闘技、カポエイラにおいて使われる4つの楽器のひとつである「ビリンバウ」の使い手として知られる。ボサ・ド・マーゴのメンバーとしても活躍していたが、同グループは2007年7月1日をもって活動を休止していた。
近年は、美術と音楽が共存できるプログラム「音と妖怪」「美術と音楽」を主催し、精力的な活動を展開。

## 音楽・芸術活動
- 1989年 - アフリカ・セネガルに渡る。
- 1991年 -  ブラジルへ行く。
- 1992年 - EPOのアルバム『Wica』にChoro Club、秋元カヲルと参加。
- 1993年 - ジョゼピニィエイロ&BOTOに参加。
  - 「ブラジルの混沌－ブラジル・アートの今日展」（フジタ・ヴァンテ）にてソロ・コンサート。
- 1994年 -  1stアルバム『ウォレス・ライン』制作。「造形宝島 たからじま おんがくかい」（こどもの城）にて、ソロ・コンサートを行う。
- 1995年 - EPO、ショーロ・クラブと共に国際交流基金の日本紹介事業として、コスタリカ、ホンジュラス、キューバ、ドミニカ共和国、ベネズエラ、ブラジルの中南米6ヶ国・コンサート・ツアーを行なう。
- 1996年 - スーザン・オズボーンの「パール」（アメリカ合衆国・ワシントン州・オルカス島録音）に、ウォン・ウィン・ツァンと共に参加。
  - AGHARTAのパーカッション・チームとして楽曲のレコーディング、コンサートに参加。
  - 佐渡鼓童アース・セレブレーションにて「サンバで遊ぼう」ワークショップがスタート。（2006年まで）
- 1997年 - 2ndアルバム『モルフォ』を発表。
- 1998年 - 『WAになっておどろう』で、1998年長野オリンピック閉会式に出演。
- 2000年 - 境港市の水木しげるロード「妖怪神社」のこけら落としで演奏。
  - EPOのサポート・メンバーとして、韓国公演に参加。
  - 山本容子プロデュース「Angel's Eyes&Tears」（青山劇場）に出演。
- 2002年 - 第六回/第七回「世界妖怪会議」（角川書店「怪」主催）出演。
- 2006年 -「SAPPORO MUSIC SESSION 2006」（札幌芸術の森開園20周年事業）（KiLa with ジーン・バトラー／OKI、金子竜太郎Ryu’s beat featuring 押尾コータロー）に参加。
  - 汐留日本テレビ社屋にある、宮崎駿デザインの「日テレ大時計」の効果音、テーマ曲のパーカッションを担当。
  - 「クリアンサス・ド・カステーロ」（こどもの城のこどもたちのバンド）結成 。
- 2007年 - 「みんないい。～今唄う金子みすゞの世界～」に、ナビィ、NUUと共に参加。
- 2016年 
  - 恩師ナナ・ヴァスコンセロスの偲ぶ会にて、ビリンバウのソロ演奏をする。
  - テレビ朝日「題名のない音楽会」小野リサ、上妻宏光、『ボサノヴァを愛する音楽家たち』にビリンバウで出演。
- 2021年
  - 3月 -  『音楽×舞踊×映像 Collaboration「Re：つくもがみ」』（京都府立府民ホール）にて、パーカッションで出演[1]。
  - 6月 -  「Kyoto Music Connection」にて、「移動おんがく実験室スタジオ☆ムジカ!」に出演。
  - 7月 -「あがた森魚LIVE with 渡辺亮 at 京都・SOCO」に出演[2]。
  - 「小泉八雲の怪談づくし』（解説･監修:小泉凡、イラスト:渡辺亮、編集:小泉八雲記念館、発行:八雲会、デザイン:石川陽春）[3]。
- 2022年 
  - 『妖怪と音楽シリーズ3』（一色萌星著: 洗足学園音楽大学公式note／SENZOKU.net）にて、特集掲載される。
  - BSテレビ東京『おんがく交差点』にて出演。

## アルバム
- 『Wallece Line』（ウォレス・ライン）：1994年 廃盤
- 『Morpho』（モルフォ）：1997年

## 書籍
- 『レッツ・プレイ・サンバ』：音楽之友社　（ISBN 9784276321212)